# 制御グリッド

制御グリッドを示す、真空管の回路図で使用される回路図記号

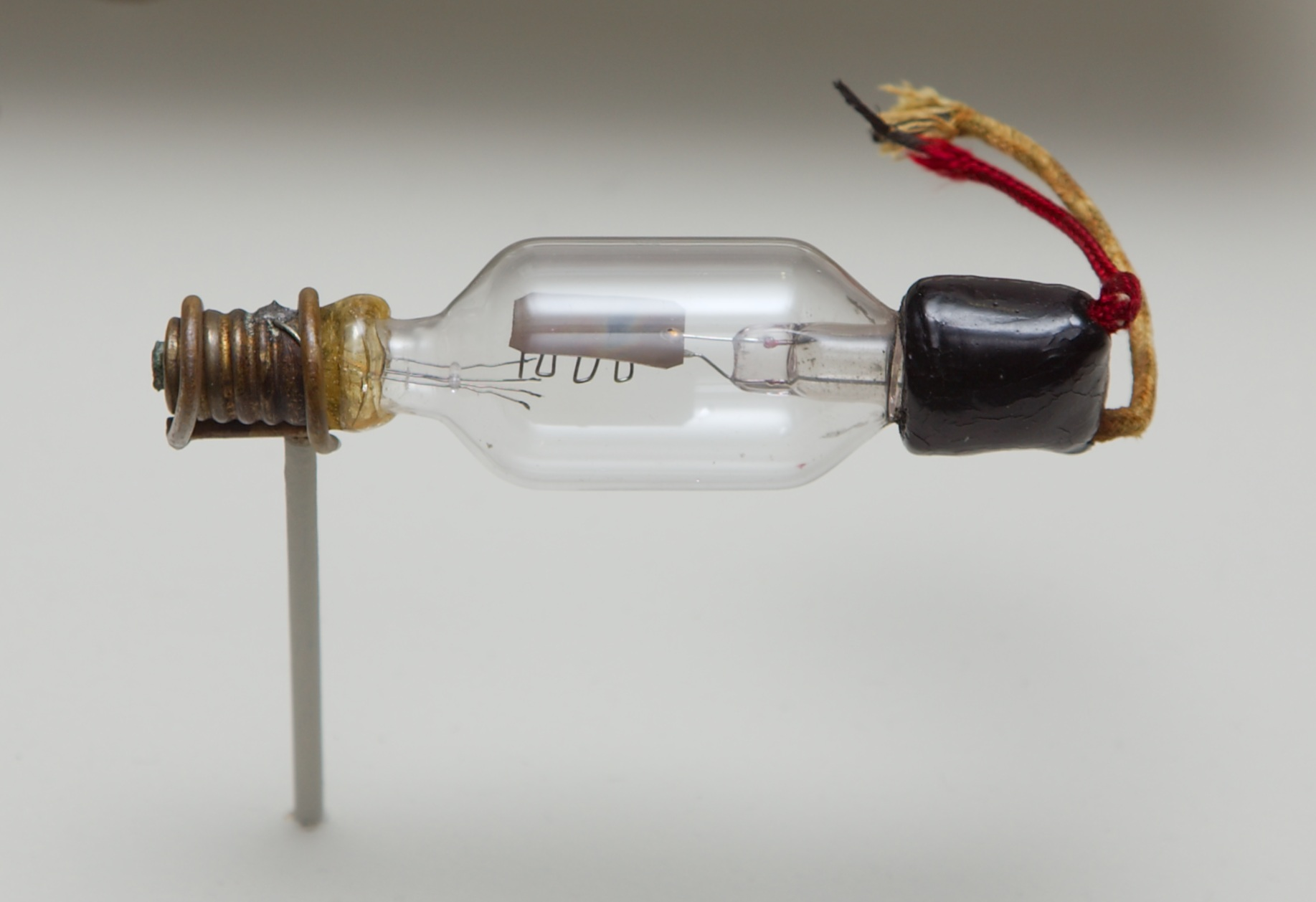
リー・ド・フォレストによって1906年に発明された世界初の三極管オーディオン管の制御グリッドは、ジグザグに曲がったワイヤー

制御グリッドは、三極管、四極管、五極管などの熱電子管（真空管）の陰極から陽極(アノード、あるいはプレートとも呼ばれる）への電子の流れを制御することで、増幅を行うために使用される電極である。制御グリッドは、通常、陰極を取り囲む円筒状のスクリーンまたは螺旋状に巻かれた細いワイヤで構成され、さらにその外側を陽極によって取り囲まれている。制御グリッドは、1906 年にフレミング管(熱電子ダイオード) にグリッドを追加して、最初の増幅真空管であるオーディオン管 (三極管) を作成したリー・ド・フォレストによって発明された。
なお、真空管式コンピュータでは、スイッチングおよび増幅素子として使われた。

## 動作原理
真空管の熱陰極が負に帯電した電子を放出する。電子は、電源によって正の電圧が与えられた陽極に引き寄せられて捕捉される。陰極と陽極の間の制御グリッドに負の電圧をかけてグリッドの負の電圧を高くすると、電子が陰極に向かって反発し、陽極に到達する電子が少なくなる。グリッドの負または正の電圧が低いと、より多くの電子が通過できるようになり、陽極電流が増加する。グリッド電圧の変化がプレート電流の変化を引き起こすため、グリッドは「ゲート」として機能することになる。
この時、陽極回路に抵抗が存在すると、陽極に大きな電圧変動が現れる。陽極電圧の変動は、それを引き起こしたグリッド電圧の変動よりもはるかに大きくなる可能性があるため、真空管は増幅器として機能する。

## 構造

現代の低出力三極真空管の構造。ガラスと外部電極は、構造を明らかにするために部分的に切り取られて示されている

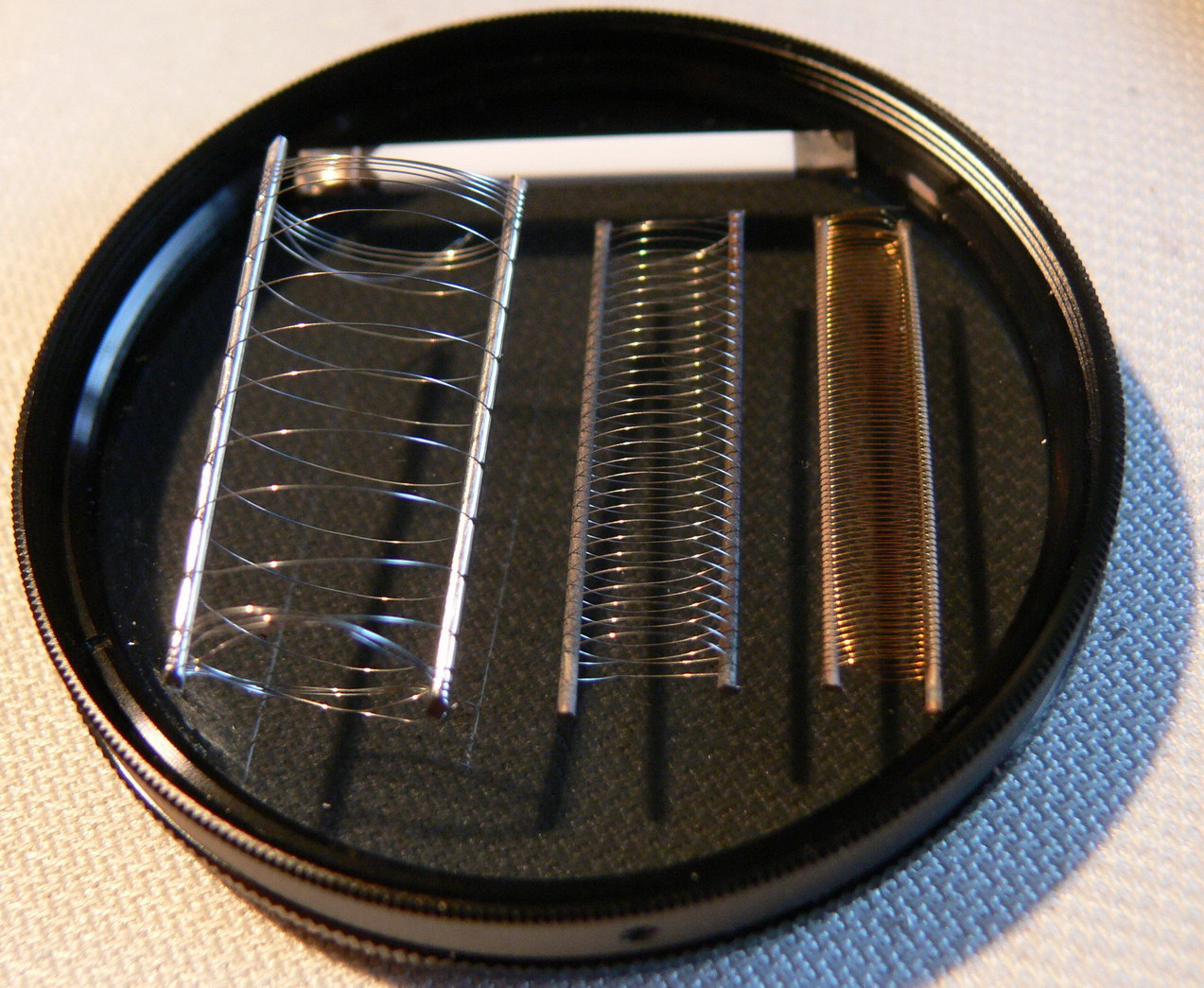
右はEL84の制御グリッド

最初の三極真空管のグリッドは、フィラメント（あるいは陰極）と陽極の間に配置されたジグザグのワイヤ片で構成されていた。これは、単一の編み組フィラメント(または後に円筒形の陰極) と円筒形の陽極の間に配置された細いワイヤのらせんまたは円筒形の穴あきスクリーンに急速に発展した。グリッドは通常、高温に耐えることができ、電子自体を放出しにくい非常に細いワイヤで作られ、金メッキを施したモリブデン合金がよく使われる。柔らかい銅製の支柱に巻き付けられ、グリッドの巻き線の上にスエージ加工されて固定される。1950年代の真空管では、打ち抜いた硬い金属フレームに非常に細いワイヤーを巻き付けたフレーム・グリッドであった。これにより、非常に厳密な公差を保持できるため、グリッドをフィラメント（あるいは陰極）の近くに配置できる。

## グリッド位置の影響

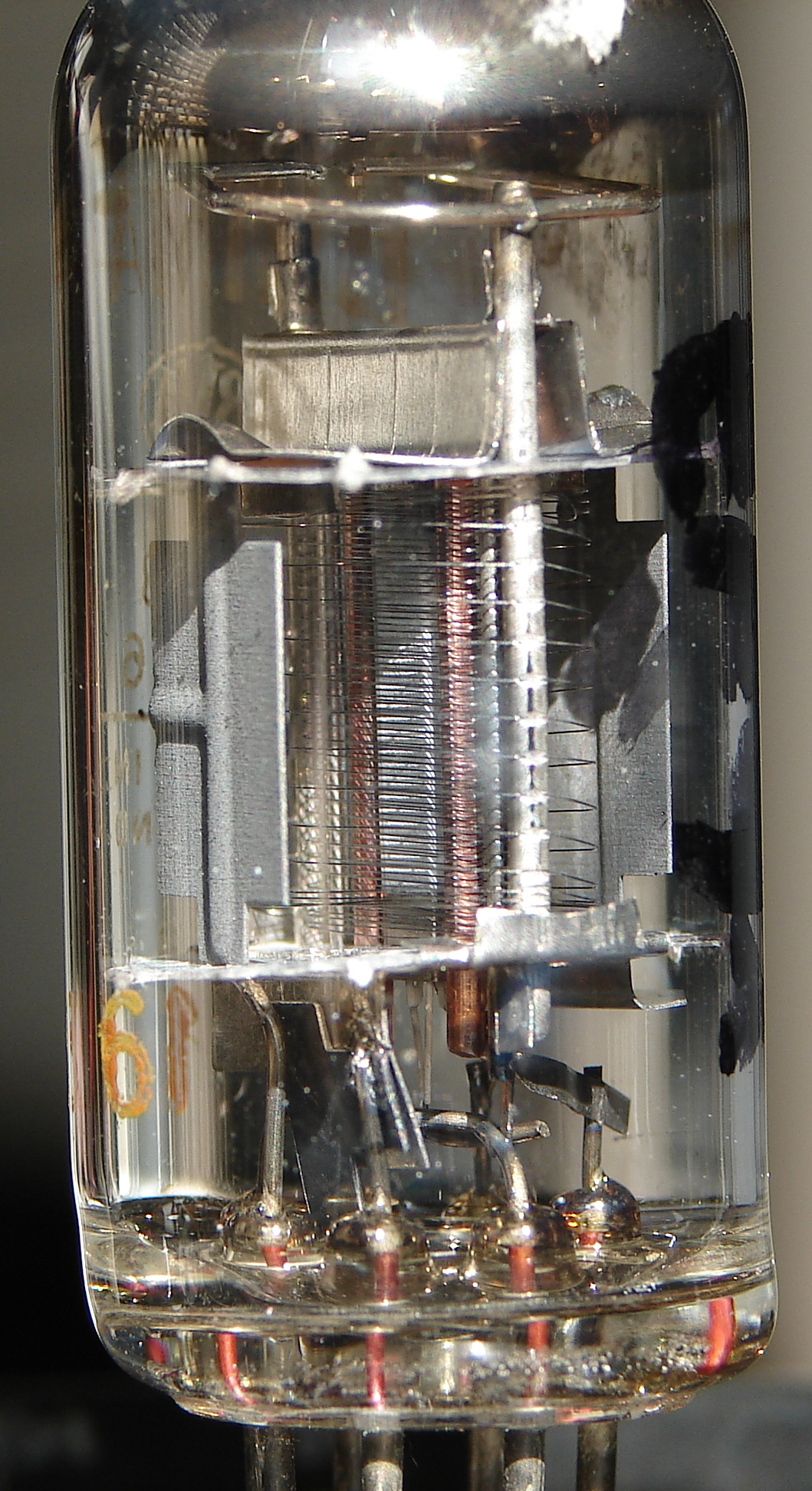
EF91五極管の電極構造

制御グリッドを陽極に対してフィラメント（あるいは陰極）の近くに配置することにより、増幅の程度がより大きくなる。この増幅度は、真空管規格表では増幅率あるいは「μ（ミュー）」と呼ばれる。また、相互コンダクタンスが高くなる。これは、グリッド電圧の変化に対する陽極電流の変化の尺度となる。真空管の雑音指数は、一般に、相互コンダクタンスに反比例し、相互コンダクタンスが高いほど、雑音指数が低くなる。ラジオやテレビの受信機を設計する場合、低ノイズは非常に重要である。

## 複数の制御グリッド
真空管には、複数の制御グリッドを設けることができ、六極真空管には4つのグリッドが設けられるが、2つが制御用である。1つは受信信号増幅用で、もう 1つはローカル発振回路の信号用である。真空管固有の増幅率変化曲線の非線形性により、両方の元の信号が陽極回路に現れるだけでなく、それらの信号の和と差も生じる。これは、スーパーヘテロダイン受信機の周波数変換回路として利用できる。
なお、グリッド構成は、グリッド1が受信信号入力、グリッド2と4がスクリーングリッド（通常は内部で接続）、グリッド3がローカル発振回路の信号用である。

## 多様なグリッド形態と性能への影響

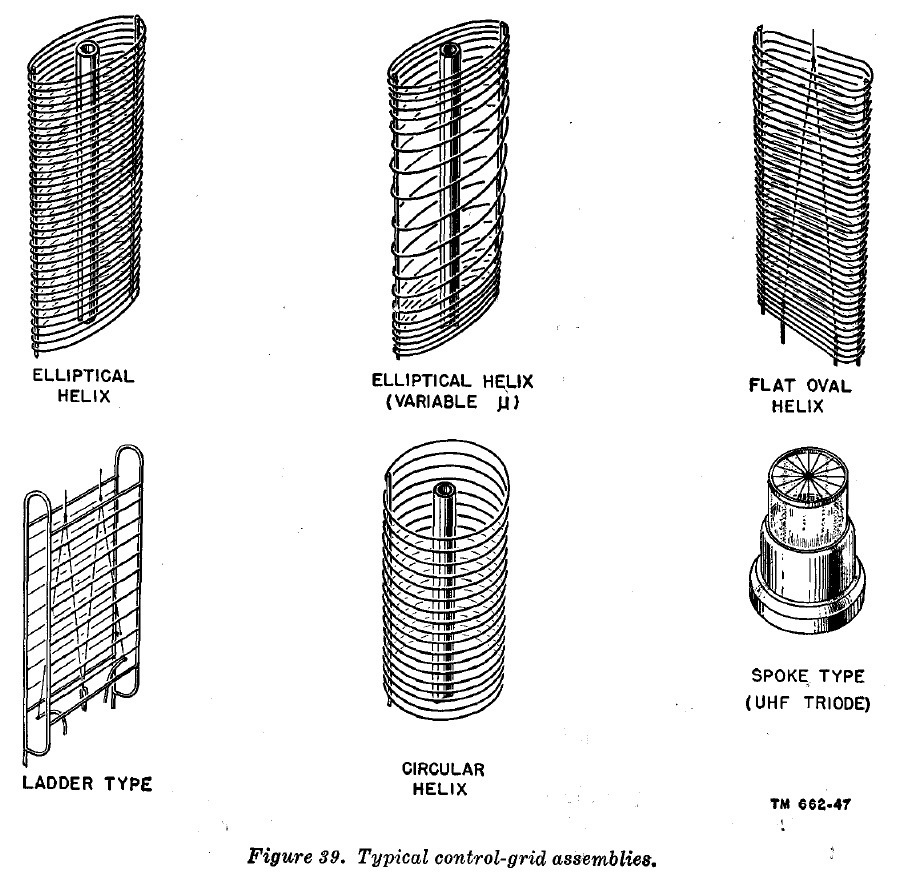
さまざまな制御グリッド構造を表す図

可変ピッチで螺旋を生成することで制御グリッドの多様性が生ずる。これにより得られた真空管に明確な非線形特性が与えられる。これは、グリッド・バイアスの変化によって相互コンダクタンスが変化し、デバイスの利得が変化する 高周波増幅回路でよく利用される。この変化は通常、五極真空管の形で現れ、可変ミュー五極管またはリモート カットオフ五極管と呼ばれる。
三極真空管が原理的に持っている制限の ひとつは、グリッドと陽極の間 (Cag) にかなりの静電容量があることで、ミラー効果として知られるこの現象により、アンプの入力容量は、Cagと真空管の増幅率の積になる。これと、Cagが大きい場合の入力と出力が調整されたアンプの不安定性により、動作周波数の上限が大幅に制限される可能性がある。これらの影響は、スクリーン・グリッドを追加することで克服できるが、真空管時代の後半に、この「寄生容量」を非常に低くするために、極超短波(VHF) 帯域で動作する三極管を使用する構造技術が開発された。Mullard社の EC91真空管は最高周波数 250MHz で動作し、陽極と グリッド間のキャパシタンスはメーカーの文献で 2.5pF とされ、これは同時代の他の多くの三極管よりも高かった。1920年代の三極管は厳密に比較できる定格数値が分かっていたので、これ以上の性能は望めないことは明らかだった。ただし、1920年代の初期のスクリーン・グリッド付き四極真空管では、Cagは 1～2 fF（フェムトファラド） で、約1000 分の1である。 「現代」の五極真空管は、同等の Cag値を持っている。三極管は、ミラー・フィードバックを防ぐ回路である「接地グリッド」構成のVHF増幅回路で使用された。